# Guerra lituano-soviètica
La Guerra lituano-soviètica (en lituà: Kara do bolševikais) es va lliurar entre l'acabada d'independitzar Lituània i la República Socialista Federativa Soviètica de Rússia, en les darreries de la Primera Guerra Mundial. Va ser part de la més gran ofensiva soviètica cap a l'oest de 1918 - 1919. L'ofensiva va seguir la retirada de les tropes alemanyes, amb la intenció d'establir repúbliques soviètiques d'Ucraïna, Belarús, Lituània, Letònia, Estònia, Polònia i enllaçar amb la revolució alemanya.

A la fi de desembre de 1918, les forces soviètiques van arribar a la fronteres de Lituània. En gran part van prendre sense oposició una ciutat darrere l'altra i, al final de gener de 1919 tenien el control sobre ⅔ del territori lituà. Al febrer, l'avançament soviètic va ser aturat per lituans i voluntaris alemanys, que van impedir als soviètics la captura de Kaunas, la capital provisional de Lituània. A partir d'abril de 1919, la guerra de Lituània va transcórrer en paral·lel amb la Guerra poloneso-soviètica. Polònia tenia reivindicacions territorials sobre Lituània, especialment a la regió de Vílnius, i aquestes tensions van desbordar en la guerra lituanopolonesa. L'historiador Norman Davies resumeix la situació:
| « | L'exèrcit alemany estava donant suport els nacionalistes lituans, els soviètics donaven suport els comunistes lituans i l'exèrcit polonès va haver de lluitar contra tots ells. | » |

A mitjan maig, l'exèrcit lituà, ara sota el comandament del general Silvestras Žukauskas, va començar una ofensiva contra els soviètics al nord-est de Lituània, a mitjan juny, els lituans van arribar a la frontera de Letònia i van acorralar als soviètics entre llacs i muntanyes a la vora de Zarasai, on els soviètics van resistir fins al final del mes d'agost 1919. Els soviètics i els lituans, separats pel riu Daugava, van mantenir els seus fronts fins a la batalla de Daugavpils el gener de 1920. Ja al setembre de 1919, els soviètics es van oferir a negociar un tractat de pau, però les converses es van iniciar a començaments de maig de 1920. El Tractat de pau lituano-soviètic de 1920 es va signar el 12 de juliol de 1920. La República Socialista Federada Soviètica de Rússia va reconèixer plenament la Lituània independent.